# Campionat de Catalunya de muntanya
El Campionat de Catalunya de muntanya és la màxima competició d'aquesta modalitat que es disputa a Catalunya. Organitzat per la Federació Catalana d'Automobilisme (FCA) anualment des de 1961, el campionat inclou pujades de muntanya automobilístiques celebrades en diferents indrets de Catalunya i d'Andorra.
Al llarg de la seva història, han format part del campionat curses tan emblemàtiques com ara la Pujada a la Rabassada, la Pujada al Montseny o la Pujada a Sant Feliu de Codines.

## Palmarès
Font:
A 5 de desembre de 2016
| Any                      | Pilot                |
| ------------------------ | -------------------- |
| 1961                     | Joan Fernández       |
| 1962                     | ?                    |
| 1963                     | ?                    |
| 1964                     | Joan Fernández       |
| 1965                     | Jaume Juncosa Runner |
| 1966                     | Joan Fernández       |
| 1967                     | Joan Enguix          |
| 1968                     | Joan Fernández       |
| 1969                     | Manuel Juncosa       |
| 1970                     | ?                    |
| 1971                     | ?                    |
| 1972                     | Joan Fernández       |
| 1973                     | Joan Fernández       |
| 1974                     | Joan Fernández       |
| 1975                     | Geni Baturone        |
| 1976                     | Joan Fernández       |
| 1977                     | Joan Fernández       |
| 1978                     | Alfonso Tórmez       |
| 1979                     | Joan Fernández       |
| 1980                     | Joan Fernández       |
| 1981                     | Joan Fernández       |
| 1982                     | Joan Fernández       |
| 1983                     | Fernando Gómez       |
| 1984                     | Fernando Gómez       |
| 1985                     | Fermí Vélez          |
| 1986                     | Joan Vinyes          |
| 1987                     | Joan Vinyes          |
| 1988                     | ?                    |
| 1989                     | Joan Fernández       |
| 1990 - 1999: Sense dades |                      |
| 2000                     | Jordi Enjuanes       |
| 2001                     | Jordi Enjuanes       |
| 2002                     | Jordi Enjuanes       |
| 2003                     | Jordi Enjuanes       |
| 2004 - 2024:sense dades  |                      |

1. 1 2 3  Segons la Gran Enciclopèdia Catalana, el campió d'aquell any fou Joan Fernández.[2]